# Жанатурмыс (Восточно-Казахстанская область)
Жанатурмыс (каз. Жаңатұрмыс) — село в Зайсанском районе Восточно-Казахстанской области Казахстана. Входит в состав Айнабулакского сельского округа. Находится на правом берегу реки Жеменей. Код КАТО — 634645200.

## Население
В 1999 году население села составляло 328 человек (175 мужчин и 153 женщины). По данным переписи 2009 года, в селе проживали 284 человека (160 мужчин и 124 женщины).